# Govindarajapura, Tumkur
Govindarajapura là một làng thuộc tehsil Tumkur, huyện Tumkur, bang Karnataka, Ấn Độ.